# Патрик Клуйверт
Патрик Стефан Клуйверт  (на нидерландски Patrick Stephan Kluivert, правописът на фамилията е утвърден като немска транскрипция, правилен правопис по правилата за транскрипции от холандски Клойверт) е холандски футболист. Играе като нападател и е носил екипите на Аякс, Милан, Барселона, Нюкасъл Юнайтед, Валенсия, ПСВ Айндховен и Лил. Клуйверт играе в Нидерландския национален отбор от 1994 до 2004 година. Той е на трето място сред голмайсторите на Националния отбор за всички времена с 40 гола. През 2004 г. Клуйверт е обявен от ФИФА 100 за един от 125-те най-големи футболисти в света, избран от Пеле в чест на стогодишнината на ФИФА.

## Биография
Роден е на 1 юли 1976 година в Амстердам, Холандия. Баща му (също професионален футболист) е роден в Суринам, а майка му на остров Кюрасао в Карибско море.
Патрик се научава да играе футбол на улицата. Присъединява се към школата на Аякс на седем годишна възраст. В ранната си кариера той играе на различни позиции, дори и като защитник. Има записани мачове за 15 г., 16 г. и 17 г. Национални отбори на Холандия.

## Спортна кариера
Клуйверт е част от златното поколение на Аякс през 90-те години. Той прави дебюта си в първия отбор на 21 август 1994 година на 18-годишна възраст в мач за холандската Суперкупа -победа срещу стария съперник Фейенорд, в която той вкара първия си гол. През сезон 1994/95 възпитаниците на световноизвестната школа заклеймяват марката Аякс на европейската сцена. Патрик Клойверт заедно с Едгар Давидс, Кларънс Сеедорф и Едвин ван дер Сар триумфират в Шампионската лига на УЕФА. Патрик донася победата в 85-а минута срещу Милан във Виена и веднага се превръща в „Златното момче“ за Аякс от средата на 90-те години. През 1997 година отказа нов договор и преминава в Милан по „Правилото Босман“.
Кариерата му в Милан започва добре, но неговия личен живот започва да предизвика проблеми и след като е отбелязал само шест гола в Италия, той отпътува за Барселона.
В Барселона Патрик се събира с наставника от дните му в Аякс Луис ван Гаал. Клуйверт формира успешно партньорство в атака с Ривалдо и спомагат на „каталунците“ да защитят титлата си в Примера Дивисион през 1998/99. Освободен е от Барса през лятото на 2004 година.
На 21 юли 2004 се присъединява към Нюкасъл за да партнира в атака на легендата Алан Шиърър. Клуйверт вкарва головете в двата решаващи мача за Нюкасъл срещу Челси и Тотнъм в турнира за ФА Къп, завършили с по 1:0. Въпреки отбелязаните 13 гола в дебютния му сезон, Нюкасъл завършва в долната половина на таблицата и от клуба решават да не разчитат на него през втората година от неговия договор.
Клуйверт напуска и решава да се върне в Испания да играе за Валенсия. По-голямата част от сезона той прекарва на резервната скамейка и през юли 2006 г. от клуба дават разрешение на Патрик да си търси нов клуб, след само един сезон и 202 игрови минути.
Въпреки широко разпространени слухове, че Клуйверт ще се завърне в родния Аякс, той подписва едногодишен договор с друг отбор от Ередивизи - ПСВ Айндховен.
На 25 юли 2007 г., отклонява предложение да се присъедини към ФК Шефилд, а по-късно подписва с френския Лил.

## Международна кариера
На Евро 96 Клуйверт влиза предимно като смяна на Денис Бергкамп. Отбелязва гол в груповата фаза срещу Англия и една от дузпите срещу Франция на четвъртфинала.
На Световно първенство през 1998 в мач срещу Белгия съдията Пиерлуиджи Колина му показва червен картон и Клуйверт пропуска останалите срещи от надпреварата. Завръща се с гол срещу Аржентина на четвъртфиналите.
На Евро 2000 отбелязва голове на Дания и Франция в груповата фаза, а на 1/4 финалите хеттрик срещу тима на Югославия. С 5 гола става голмайстор на шампионата заедно със Саво Милошевич.
На Евро 2004 треньорът Дик Адвокаат не му гласува доверие и Патрик Клуйверт остава резерва през целия шампионат.
Въпреки че остава извън отбора на Марко ван Бастен за Световно първенство през 2006, считано до 2008 г., Патрик Клуйверт остава водещ голмайстор на Холандския Национален отбор с 40 гола. По-късно е задминат от Робин ван Перси и Клас-Ян Хюнтелар.

## Личен живот
През 1997 г. след фатална катастрофа и последвал смъртен случай, Клуйверт е обвинен в убийство. За това си деяние Патрик полага обществено полезен труд и получава забрана за шофиране.
През юли 1998 г. 21-годишната Мариеле Боон е поискала от съда да се произнесе в нейна полза, че Патрик Клуйверт и трима негови приятели са я изнасилили в луксозния апартамент на футболиста в Амстердам. По-късно Клуйверт е оправдан поради липсата на достатъчно доказателства.
На 24 септември 2007 г. съпругата на Клуйверт - Росана Лима ражда момченце на име Шейн Патрик.
Той има трима синове Куинси, Джъстин и Рубен от първия си брак.

## Успехи
Аякс Амстердам
- Суперкупа на Холандия - 1994 и 1995
- Ередивизие - 1995 и 1996
- Шампионска лига - 1995
- Суперкупа на УЕФА - 1995
- Междуконтинентална купа - 1995

 Барселона
- Примера Дивисион - 1999

 ПСВ Айндховен
- Ередивизие - 2007

 Холандия
- Голмайстор на Евро 2000
- Голмайстор на Холандския Национален отбор за всички времена – 40 гола (считано от 1 май 2004)